# Stripsenjoch
Das Stripsenjoch ist ein Pass (= Joch) in Tirol/Österreich mit einer Höhe von 1577 m ü. A., der den Übergang vom Zahmen Kaiser zum Wilden Kaiser bildet. Darüber hinaus markiert es die Wasserscheide zwischen dem Kaiserbach im Kaisertal im Westen (Richtung Kufstein) und dem Kaiserbachtal im Osten (Richtung Kirchdorf i.T.). 
Seinen Namen hat das Stripsenjoch vom benachbarten Stripsenkopf (1807 m). Der Stripsenkopf gilt auch gleichzeitig als der Hausberg des Stripsenjochhauses, einer Hütte des Österreichischen Alpenvereins.
Das Stripsenjoch erreicht man am einfachsten zu Fuß in einer ca. 1½-stündigen Wanderung, die von der Griesner Alm auf 989 m ausgeht. Möchte man die Mautstraße umgehen und direkt von Griesenau (727 m) aufsteigen, verlängert sich der Fußmarsch auf 3 Stunden. Von Kufstein (500 m) kommend benötigt man gute 4½ Stunden.